# Velký Šenov
Velký Šenov (en allemand : Groß-Schönau in Böhmen) est une ville du district de Děčín, dans la région d'Ústí nad Labem, en Tchéquie. Sa population s'élevait à 1 977 habitants en 2021.

## Géographie
Velký Šenov se trouve à 27 km au sud-est de Děčín, à 44 km au nord-est d'Ústí nad Labem et à 102 km au nord de Prague.
La commune est limitée par Lipová et l'Allemagne au nord, par Šluknov à l'est, par Staré Křečany au sud-est, par Mikulášovice au sud, et par Vilémov à l'ouest.

## Histoire
La première mention écrite de la localité date de 1346. L'économie locale reposa longtemps sur l’agriculture et la filature du lin. Des usines furent créées à partir du XVIIIe siècle dans le textile et la métallurgie.

## Administration
La commune se compose de trois quartiers :
- Knížecí
- Staré Hraběcí (comprend les hameaux de Janovka, Leopoldka et Malý Šenov)
- Velký Šenov

## Transports
Par la route, Velký Šenov se trouve  à 17 km de Rumburk, à 43 km de Děčín, à 67 km d'Ústí nad Labem et à 143 km de Prague.